# شهرستان سونگورلاره
شهرستان سونگورلاره (به بلغاری: Sungurlare Municipality) یک شهرستان در بلغارستان است که در استان بورگاس واقع شده‌است. شهرستان سونگورلاره ۷۹۴٫۹۷ کیلومتر مربع مساحت و ۱۲٬۵۵۹ نفر جمعیت دارد.